# Гіпердійсні числа
Гіпердійсні числа (англ. hyper-real number) — розширення поля дійсних чисел {\displaystyle \mathbb {R} }, яке містить числа, більші, ніж усі такі, що подаються у вигляді суми
{\displaystyle 1+1+\cdots +1.}
Термін було введено американським математиком Едвіном Хьюіттом 1948 року.

## Формальне означення
Система гіпердійсних чисел являє собою строгий метод числення нескінченних і нескінченно малих величин.
Множина гіпердійсних чисел {\displaystyle ^{*}\mathbb {R} } являє собою впорядковане поле, розширення поля дійсних чисел {\displaystyle \mathbb {R} }, яке містить числа, більші, ніж усі такі, що можна подаюти у вигляді скінченної суми {\displaystyle 1+1+\cdots +1.} Кожне таке число нескінченно велике, а обернене йому — нескінченно мале.
Гіпердійсні числа задовольняють принцип перенесення — строгий варіант евристичного закону неперервності Лейбніца.
Принцип перенесення стверджує, що ствердження у логіці першого порядку про {\displaystyle \mathbb {R} } справедливі і для {\displaystyle ^{*}\mathbb {R} }.
Наприклад, правило комутативності додавання х + у = у + х, справедливе для гіпердійсних чисел так само, як і для дійсних.